# Monumento a Sagasta (Logroño)
El monumento a Sagasta de Logroño, La Rioja, es una escultura urbana de bronce de Práxedes Mateo Sagasta que actualmente se encuentra ubicada en el lado suroeste de la denominada glorieta del Doctor Zubía de esta localidad.

## Historia de la escultura

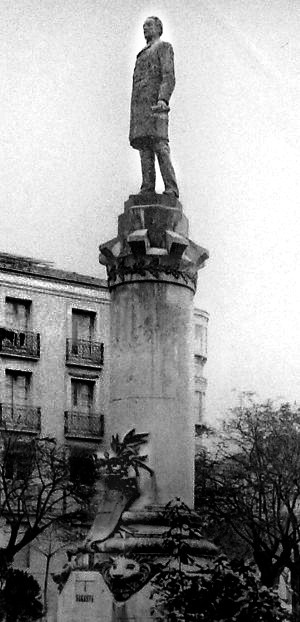
Monumento a Sagasta de Logroño 1916

La decisión de erigir una estatua a este insigne se acordó por el Ayuntamiento de Logroño en el 21 de junio de 1891, siendo José Rodríguez Paterna alcalde de la ciudad. La estatua es obra del escultor Pablo Gilbert y fue fundida por la empresa Comas y Cía. en ese mismo año.
La dirección de la obra corrió a cargo del arquitecto Luis Barrón.  El 18 de enero de 1891 era inaugurada la escultura por el citado alcalde en la fachada norte del Convento del Carmen, actual Instituto de Educación Secundaria Práxedes Mateo Sagasta.
En 1938 la estatua es desmontada y trasladada a orillas del Ebro junto a las Bodegas Franco-Españolas.  Allí permaneció hasta el 19 de noviembre de 1941, fecha en que sufrió una bárbara agresión en la que fue desmontada y mutilada.  La obra fue decapitada y arrojada al río, no pudiendo ser recuperada la cabeza.
En estas condiciones pasó a los almacenes municipales y, ya en 1955, el alcalde Julio Pernas Heredia encargó al artista riojano Jesús Infante reponer la cabeza de Sagasta.  Ya restaurada, la estatua permanecería aún algunos años en los almacenes municipales hasta que don Narcisio San Baldomero decidiera buscar una nueva ubicación para el bronce, procediendo a su recolocación en el año 1976 en la fachada oeste del Instituto, lugar en el que permanece en la actualidad.
En 2009 el Ayuntamiento remodeló el entorno de la glorieta y dotó a la estatua de una nueva columna que ensalza su relevancia.